# Мембранная электродная сборка
Мембранная электродная сборка (MЭС) представляет собой собранный пакет протонообменных мембран (ПОM) или анионообменной мембраны (AОM), катализатора и плоского электрода. Используется в топливных элементах и электролизерах.

## Конструкция
ПОМ зажата между двумя электродами, в которые встроен катализатор. Электроды (анод и катод соответственно) электрически изолированы друг от друга протонообменной мембраной.
ПОМ обычно представляет собой проницаемый для протонов электрический изолирующий барьер из полимера перфторсульфоновой кислоты (ПФСК). (В настоящее время разрабатываются углеводородные варианты, которые, как ожидается, придут на смену ПФСК). Этот барьер позволяет протонам переходить от анода к катоду через мембрану, но заставляет электроны перемещаться по проводящему пути к катоду.
Электроды прижимаются к ПОМ горячей прессовкой. Обычно используемые материалы для этих электродов - углеродная ткань или бумага из углеродного волокна. Компания NuVant производит углеродную ткань под названием ELAT, которая максимизирует транспортировку газа к ПОM, а также отводит от мембраны водяной пар. Введение в ELAT катализатора из благородных металлов позволяет этой углеродной ткани также действовать как электрод. Существуют и другие технологи изготовления АОМ.
Платина является одним из наиболее часто используемых катализаторов, однако используются и другие металлы платиновой группы. Рутений и платина часто используются вместе, если продуктом электрохимической реакции является окись углерода (CO), поскольку CO загрязняет ПОМ и влияет на эффективность топливного элемента. Из-за высокой стоимости этих и подобных материалов проводятся исследования по разработке катализаторов, в которых используются более дешевые материалы, поскольку высокая стоимость по-прежнему является препятствием для широкого экономического признания технологии топливных элементов.
Текущий срок службы составляет 7300 часов в циклических условиях, при одновременном снижении нагрузки металла платиновой группы до 0,2 мг / см 2.

## Производство
В настоящее время большинство компаний, производящих MEA, специализируются исключительно на крупносерийном производстве, например W. L. Gore & Associates, Johnson Matthey, 3M, WUTenergy и Ion Power. Однако есть много компаний, которые производят индивидуальные или небольшие количества MEA, позволяющие также оценивать различные формы, катализаторы или мембраны, в том числе FuelCellStore, FuelCellsEtc, HIAT gGmbH, Ion Power и многие другие.